# 诸圣堂 (叶卡捷琳堡)
葉卡捷琳堡諸聖堂（俄语：Храм-на-Крови́ во и́мя Всех святы́х, в земле́ Росси́йской просия́вших）是一所俄羅斯東正教教會的教堂，位於俄羅斯葉卡捷琳堡尼古拉二世灭门案案发地原址。
這裏紀念被俄羅斯東正教封為聖人的末代沙皇尼古拉二世、亚历山德拉·费奥多罗芙娜皇后、王儲阿列克謝、四位公主：奧爾加、塔季揚娜、瑪麗亞、阿納斯塔西婭及他們的貼身僕役、隨從與醫生，他們於1918年7月16日被俄國共產黨槍殺，後屍體淋上汽油與硫酸毀屍後秘密埋葬。他們分別被境外俄羅斯東正教會與俄國東正教會分別於1981年與2000年封為殉道聖人。
該教堂亦紀念於蘇聯統治時代，因信仰俄國東正教而犧牲性命的罹難者，他们于2000年由莫斯科牧首阿列克谢二世册封为殉道圣人，称为俄罗斯的新的殉道者(New Martyrs and Confessors of Russia)

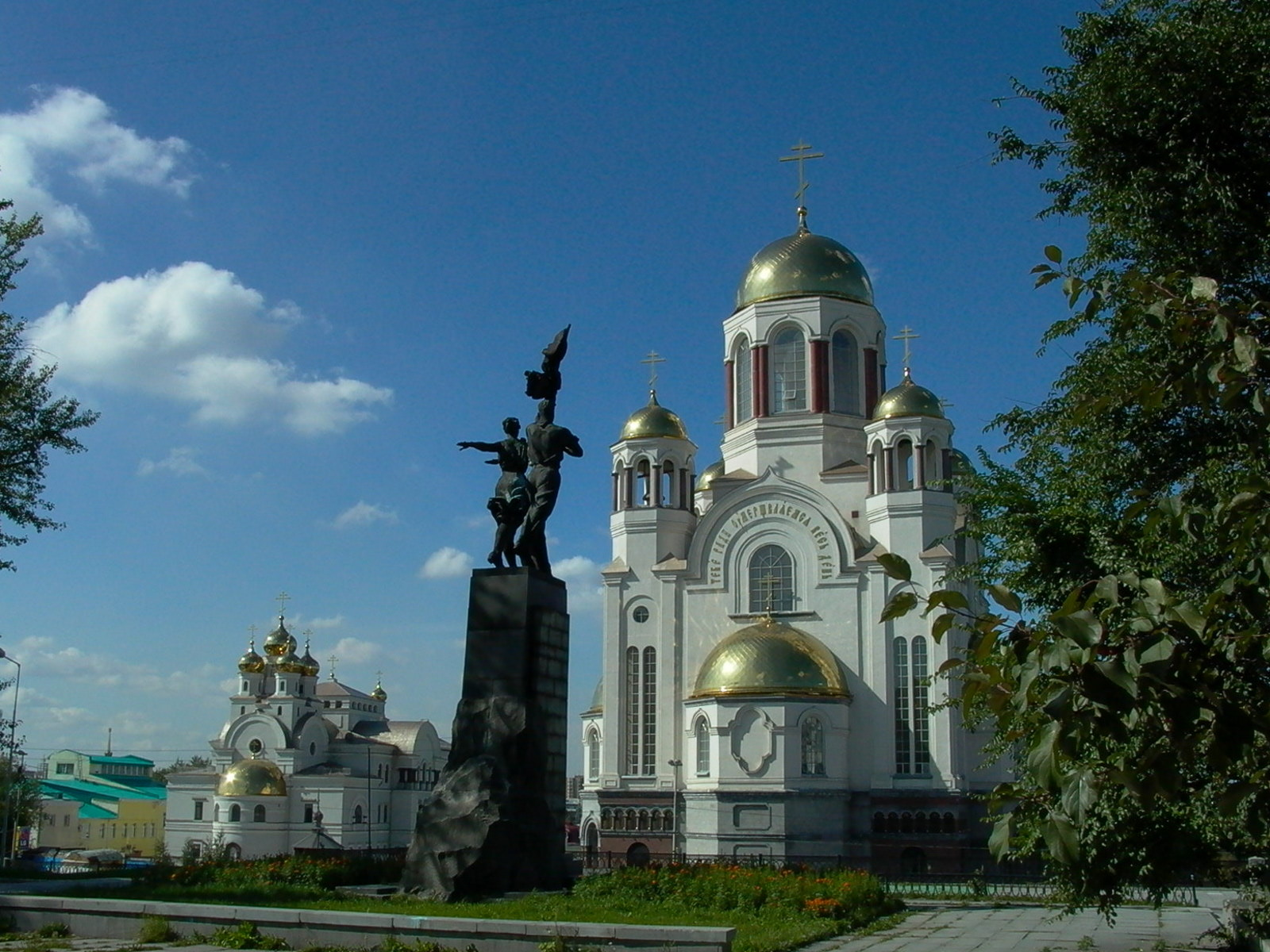
位於叶卡捷琳堡的諸聖堂。